# We Rock (Camp Rock)
We Rock è il primo singolo ufficiale del cast della serie televisiva di Disney Channel Camp Rock, pubblicato nel 2008 ed incluso nell'omonima colonna sonora.

## Il brano
Il brano è stato scritto da Kara DioGuardi e Greg Wells ed è stato interpretato da Demi Lovato, Aaryn Doyle, Renee Sandstrom, Anna Maria Perez de Tagle, Roshon Fegan, Jordan Francis, Nick, Kevin e Joe Jonas (Jonas Brothers), Alyson Stoner, Meaghan Martin e Kara DioGuardi (corista).

## Tracce
- Download digitale

1. We Rock – 3:11